# Protestas en Afganistán de 2014
Las protestas en Afganistán de 2014 fueron una serie de manifestaciones masivas y actos de desobediencia civil que sacudieron áreas en todo Afganistán en junio, exigiendo elecciones libres en apoyo de la democracia. Los manifestantes protestaron contra las leyes contra la blasfemia en octubre de 2014, y una ola de protestas también afectó a Afganistán en marzo de 2015. Los manifestantes también protestaron contra el fraude y el sufragio electoral y la desconfianza, se unieron en apoyo del principal candidato Abdullah Abdullah y corearon consignas el 27 de junio. Sin embargo, las protestas no condujeron a ninguna intervención policial.